# Ajaw
Ajaw (ou Ahau, dans une orthographe ancienne) est un titre de noblesse attesté dans les inscriptions épigraphiques précolombiennes de la civilisation maya. Il désignait les nobles, masculins et féminins, les plus importants d'une cité-État. Il est communément traduit par « seigneur », « gouverneur », « roi », « meneur » ou « dirigeant ». Ajaw est aussi le nom du vingtième jour dans le calendrier divinatoire maya.

## Évolution du terme
À la fin de l'époque préclassique, le terme désignait les souverains mayas. À l'époque classique, leur caractère sacré s'affirme et on désigne les souverains sous le nom de k'uhul ajaw, le mot k'uhul signifiant plus ou moins « saint », « divin ». Les fils du souverain étaient appelés ch'ok ajaw, c'est-à-dire « jeunes seigneurs », tandis que l'héritier du trône était désigné par le terme b'aah ch'ok ajaw, c'est-à-dire « principal jeune seigneur ». Les inscriptions indiquent que certains seigneurs occupaient une position subordonnée par rapport à un souverain plus puissant : le mot ajaw est alors précédé du suffixe y, yajaw signifiant « ajaw de… ». Les souverains de certains super-États, tels que Tikal, se parent du titre de kaloomte' ou ochk'in kaloomte'. Le mot kaloomte' n'a pas encore été déchiffré. Ochk'in kaloomte' signifie « kaloomte' de l'ouest ». Certains auteurs pensent que cette appellation a pour but de rappeler que la dynastie est originaire de la prestigieuse cité de Teotihuacan, située à l'ouest du monde maya. Le simple terme ajaw, quelque peu dévalué, continue à être employé pour désigner, de manière générale, un membre de la noblesse.

## Écriture

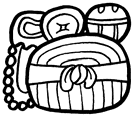
Glyphe-emblème de Tikal, avec glyphe ajaw en haut
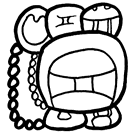
Glyphe-emblème de Tonina, avec glyphe ajaw en haut

La forme la plus courante est le logogramme que l'on rencontre dans les glyphe-emblèmes comme superfixe. Il est parfois accompagné du syllabogramme w(a).

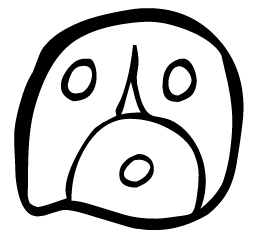
Glyphe désignant le jour Ajaw en écriture maya

Il ne faut pas confondre les différents glyphes désignant ajaw comme titre avec le glyphe ajaw désignant le vingtième jour du mois.
On a découvert sur le site de San Bartolo des glyphes, qui figurent parmi les plus anciens exemples d'écriture maya des Basses-Terres, parmi lesquels un logogramme représentant le mot ajaw.